# Руссель де Байоль
Руссель де Байоль (фр. Roussel de Bailleul; ? —1077) или Phrangopoulos (буквально «сын франка») — нормандский путешественник, получивший известность как наёмник и военачальник на службе византийского императора Романа IV. Также известен как Ursellus de Ballione или Roscelin или Roskelin de Baieul; Анна Комнина упоминала де Байоля под именем Urselius.

## Биография

### Ранние годы
О происхождении Русселя де Байоля известно мало, возможно он был франком; достоверно известно, что он попал в Италию вместе с апулийскими нормандцами и поселился в области
Терра ди Отранто; служил под началом Рожера де Отвиля в Сицилии. По сведениям хрониста Гоффредо Малатерра, Руссель отличился в битве при Черами (1063), где он убедил графа Роджера преследовать бегущих сарацин. Кроме упоминания у Малатерра, сведения о Русселе приводит Анна Комнина в Алексиаде.

### Свершения
Первое упоминания Русселя у Анны Комнины относится к 1071, когда битве при Манцикерте, находясь на службе у Романа IV, он со своим отрядом отказался вступить в бой, что привело к катастрофическому поражению византийцев. Несмотря на этот неблаговидный поступок, был оставлен на службе и послан в Малую Азию с отрядом франко-нормандской тяжелой конницы в 3000 человек. Завоевав область в Галатии, Руссель объявил её независимым государством под своим началом (1073), очевидно следуя примеру нормандцев в Южной Италии. Своей столицей Руссель объявил Анкару, нынешнюю столицу Турции. Разбил войска цезаря Иоанна Дуки и разграбил город Хрисополь. Император Михаил VII обратился за помощью к туркам-сельджукам, предложив им часть территории, захваченной Русселем в обмен на поимку последнего. Предводитель сельджуков Тутуш I принял предложение и выступил против Русселя. Де Байоль со своими отрядами бежал в область (фему) Армениакон со столицей в городе Амасья. Местные жители, отчаявшись получить защиту от далекого Константинополя, стали платить ему налоги, в обмен на защиту от турецких набегов. Однако в результате интриг Алексея Комнина, в 1074 году де Байоль был выдан византийцам.
В 1077 году де Байоль был отпущен из заключения за выкуп и возглавил войска, направленные против мятежника Никифора Вотаниата. Нанеся вначале поражение последнему, Руссель вскоре перешел на сторону мятежников. Император вновь обратился за помощью к сельджукам, в результате чего Руссель был разбит, захвачен в плен и передан в Константинополь, где и был казнен.